# Хорија (Браила)
Хорија (рум. Horia) насеље је у Румунији у округу Браила у општини Сурдила-Гречи. Oпштина се налази на надморској висини од 42 m.

## Становништво
Према подацима из 2002. године у насељу је живело 431 становника, од којих су сви румунске националности.